# 黄水镇 (石柱县)
黄水镇，是中华人民共和国重庆市石柱土家族自治县下辖的一个乡镇级行政单位。

## 行政区划
黄水镇下辖以下地区：
黄水社区、七龙社区、黄连社区、万胜坝村、大风堡村、金花村、洋洞村和清河村。